# Empoasca naudei
Empoasca naudei är en insektsart som beskrevs av Metcalf 1968. Empoasca naudei ingår i släktet Empoasca och familjen dvärgstritar. Inga underarter finns listade i Catalogue of Life.